# إليزابيث كينغسلي
إليزابيث كينغسلي (بالإنجليزية: Elizabeth Kingsley)‏ هي مهندسة أمريكية، ولدت في 1871، وتوفيت في 1957.